# اندیس معدن بزرگ
معدن بزرگ یک اندیس فلزی است که در حوالی شهر عباس آباد استان سمنان قرار دارد و مادهٔ معدنی موجود در آن، مس است.  